# Десни Дегој
Десни Дегој је насељено мјесто на подручју града Глине, Сисачко-мославачка жупанија, Република Хрватска.

## Историја
Десни Дегој се од распада Југославије до августа 1995. године налазио у Републици Српској Крајини.

## Становништво
На попису становништва 2011. године, Десни Дегој је имао 86 становника.
| Националност       | 1991.        |
| Хрвати             | 220 (98,21%) |
| Срби               | 1 (0,44%)    |
| Југословени        |              |
| остали и непознато | 3 (1,33%)    |
| Укупно             | 224          |

| Демографија | Демографија | Демографија |
| Година      | Становника  | Становника  |
| ----------- | ----------- | ----------- |
| 1961.       | 371         |             |
| 1971.       | 285         |             |
| 1981.       | 263         |             |
| 1991.       | 224         |             |
| 2001.       | 132         |             |
| 2011.       |             | 86          |

## Попис 1991.
На попису становништва 1991. године, насељено место Десни Дегој је имало 224 становника, следећег националног састава:
| Попис 1991.‍ | Попис 1991.‍ | Попис 1991.‍ | Попис 1991.‍ | Попис 1991.‍ |
| ----------- | ----------- | ----------- | ----------- | ----------- |
|             |             |             |             |             |
| Хрвати      | Хрвати      |             | 220         | 98,21%      |
| Срби        | Срби        |             | 1           | 0,44%       |
| непознато   | непознато   |             | 3           | 1,33%       |
| укупно: 224 |             |             |             |             |